# Phragmatobia cinnamomea
Phragmatobia cinnamomea là một loài bướm đêm thuộc phân họ Arctiinae, họ Erebidae.